# Ray & Liz

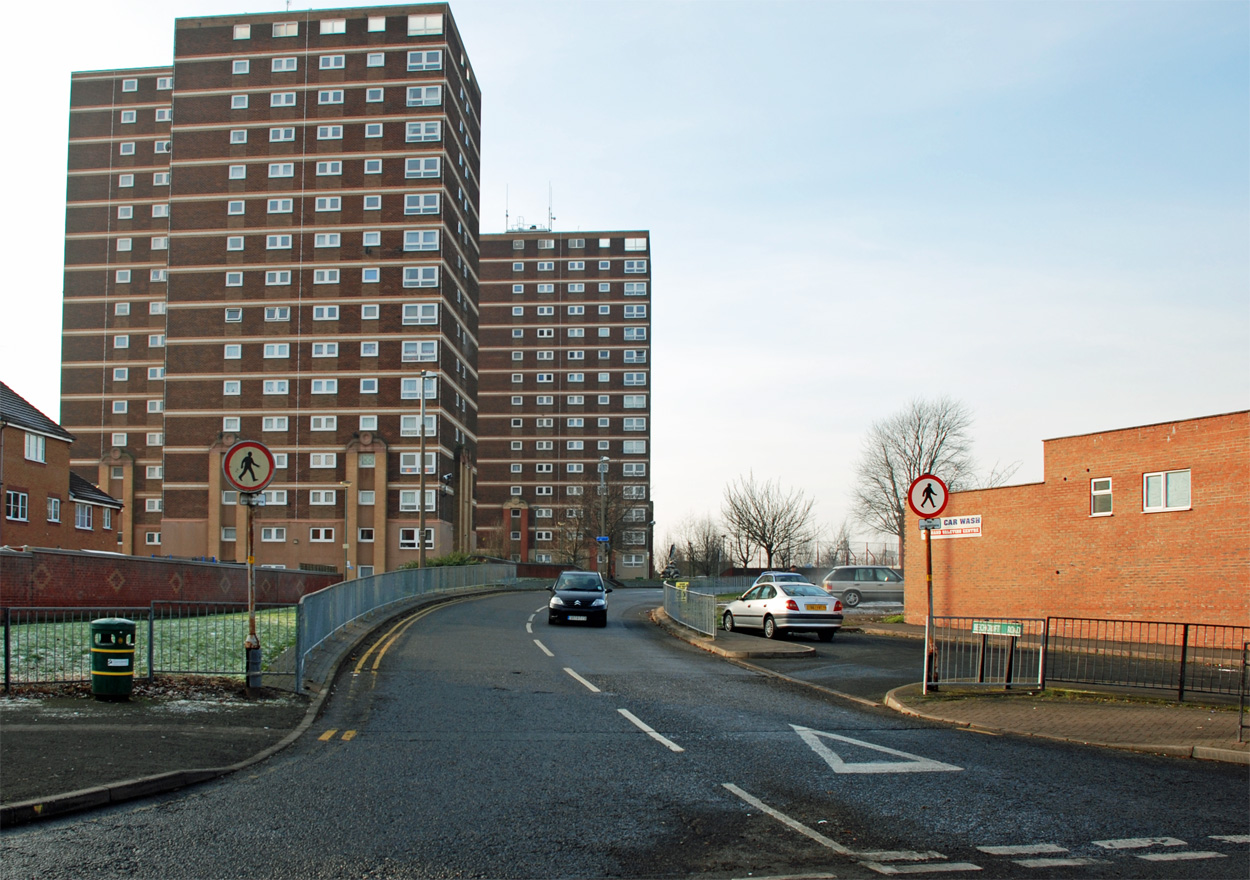
Ein Wohnblock des Stadtteils, in dem die Billinghams aufwuchsen (Drehort: Old Hill, Sandwell in West Midlands)

Ray & Liz ist ein britisches Filmdrama aus dem Jahr 2018 von Regisseur Richard Billingham, in dem er Erlebnisse seiner eigenen Kindheit darstellt. Der Film hatte seine Premiere am 5. August 2018 auf dem Locarno Film Festival.

## Handlung
Der autobiografische Film spielt in den 1970er- und 1980er-Jahren und zeigt in nichtchronologischer Reihenfolge Kindheitserinnerungen von Richard Billingham und gibt so Einblicke in das Familienleben der Billinghams.
Familie Billingham lebt in einem Vorort von Birmingham. Sie stehen am Rande der Gesellschaft und kommen finanziell kaum über die Runden. Vater Ray ist ein starker Trinker, der viel Zeit im Pub verbringt, seine Ehefrau Liz hingegen raucht umso mehr und beschäftigt sich vor allem mit Sticken und Puzzeln. Die Söhne Richard und Jason haben darunter zu leiden. Sie sind den unberechenbaren Handlungen ihrer Eltern ausgeliefert und müssen sich selber beschäftigen, wenn ihre Eltern mal wieder bis in die Puppen schlafen. Zunächst wohnen sie in einem kleinen Reihenhaus, später müssen sie in eine Sozialwohnung in einem Hochhaus ziehen. Als Jason nach einem Lagerfeuer mit Klassenkameraden nicht zurück nach Hause findet, muss er in einem Schuppen übernachten. Er wird am nächsten Morgen völlig unterkühlt gefunden und wärmt sich bei der Familie eines Mitschülers auf. Hier darf er auch übernachten und erlebt zum ersten Mal ein richtiges Familienleben. Schließlich wird Jason vom Jugendamt zu Pflegeeltern gegeben, während der 16-jährige Richard bei seinen Eltern bleibt, obwohl er auch lieber ein neues Zuhause hätte. Liz trennt sich von Ray, der jetzt die Wohnung eigentlich kaum noch verlässt und dessen Tagesinhalt darin besteht, zu trinken, zu rauchen und aus dem Fenster zu schauen.

## Produktion
Für den Film wurden Drehorte in Cradley Heath, Old Hill und Dudley in den West Midlands in England verwendet.
In einem Interview 2019 berichtete Richard Billingham von den Dreharbeiten. Es sei ihm wichtig gewesen, möglichst an den Orten zu drehen, an denen die dargestellten Ereignisse tatsächlich stattgefunden haben. So sei es möglich gewesen, sogar in dem Hochhaus zu filmen, in dem die Billinghams damals wohnten – zwar nicht die gleiche Wohnung, aber eine auf der gleichen Etage. Die Besetzung der Darsteller hingegen sei hingegen sehr herausfordernd gewesen, denn diese sollten im Aussehen den Verwandten Billinghams sehr ähnlich sein – sowohl von Körperbau, als auch von den Bewegungsabläufen. Mehr als 100 Castings habe man machen müssen, auch auf der Straße hätten Castings stattgefunden. Sein Bruder Jason habe eine Cameo-Rolle im fertiggestellten Film erhalten.

## Soundtrack
Für den Soundtrack wurden Lieder ausgewählt, die zu der dargestellten Zeit in den einzelnen Episoden passen. Diese stammen unter anderem von Siouxsie and the Banshees (Happy House, 1980), Dusty Springfield (Some of Your Lovin, 1965), Musical Youth (Pass the Dutchie, 1982) und den Fine Young Cannibals (Good Thing, 1988).

## Rezeption

### Kritiken
Das Lexikon des internationalen Films gibt dem Film 4 von 5 Punkten. Es schreibt: „Die Sensibilität für Bildkompositionen und Lichtstimmungen sowie ein enormes Gespür für das Zusammenspiel von Figuren, Raum und Ausstattung transzendieren den rohen Sozialrealismus des auf 16mm gedrehten Films. Die Erinnerung verwandelt sich dabei zum Stoff einer mitunter schmerzhaften Schönheit.“
Oliver Armknecht gibt dem Film in seiner Kritik auf film-rezensionen.de 7 von 10 Punkten. In der Gestaltung des Films sehe man, dass Regisseur Billingham eigentlich Fotograf sei. Der Film wirke dementsprechend wie die Filmversion eines Fotoalbums. Formal erinnerten daran die im 4:3-Format aufgenommenen Episoden, mit einem Blick in eine vergangene Welt, die gleichzeitig vertraut und fremd sei. Die gezeigten Bilder seien voller Details, selbst Banalitäten würden inszeniert. Der Film habe insgesamt nicht viel Handlung, der Regisseur gebe dem Zuschauer wenig erklärenden Kontext mit auf den Weg. Die dargestellte Welt sei „oft schäbig, irgendwo zwischen kurios-komisch und tieftraurig, träumt von einer großen Welt da draußen, während wir Gefangene einer klaustrophobischen Detailflut werden“. Ray & Liz sei eine sehr persönliche, fast völlig unpolitische Geschichte, die nicht den Anspruch habe, einen Kommentar über die Gesellschaft zu liefern.
Die Redaktion der TAZ stellt fest, dass Billingham nicht nur erfolgreicher Fotograf, sondern auch ein begnadeter Regisseur sei. Ray & Liz sei „detailliert, stimmig und zielsicher inszeniert und er ist durchsetzt von Episoden, die schrecklich, tragisch und eklig sind, gleichzeitig aber auch sehr komisch“.

### Einspielergebnis
Der Film spielte ungefähr 60.000 US-Dollar ein.